# Welbike
La Welbike, llamada también parascooter, es una motocicleta creada en el Reino Unido durante la Segunda Guerra Mundial para facilitar la movilidad de tropas aerotransportadas tras ser lanzadas en paracaídas.

## Desarrollo y empleo
La motocicleta fue construida pensando en la sencillez de manejo y montaje. Asiento, manillar y dirección eran plegables para encajar en el interior de un contenedor lanzable en paracaídas. El diseño era minimalista para ahorrar peso y problemas mecánicos: tan solo la rueda trasera contaba con amortiguación y freno, la transmisión era directa, el motor estaba refrigerado por aire y la única concesión a la tecnología era el depósito presurizado de combustible, dado que el carburador se encontraba a su misma altura y no podía ser alimentado por gravedad. Una pequeña bomba manual permitía volver a presurizar el depósito en caso necesario. La autonomía era de 145 km.
Se construyeron al menos 4.000 ejemplares desde 1942 hasta el final de la guerra, siendo desplegados tanto en Europa como en el norte de África. También formaron parte del equipo de tropas desembarcadas el Día D, y algunas unidades llegaron a ser empleadas en la Unión Soviética. Tras la guerra, el diseñador de la Welbike creó una compañía para producir versiones civiles llamadas Corgi, dotadas de varias mejoras sobre el modelo militar.